# 4-nitrofenylfosfaat
4-nitrofenylfosfaat (vaak, naar het Engels afgekort tot: pNPP - para-NitroPhenylPhosPhate) is een chromofoor substraat voor diverse typen fosfatases zoals deze enzymen via ELISA en conventionele spectrofotometrie bepaald worden.  De fosfatases katalyseren de reactie van pNPP, waarbij anorganisch fosfaat en de geconjugeerde base van para-nitrofenol (pNP) ontstaan.  Het resulterende fenolaat is geel gekleurd; het absorptiemaximum ligt bij  405 nm.  Deze eigenschap kan gebruikt worden om de activiteit van de verschillende fosfatases te bepalen (zoals baisische fosfatase (AP) en tyrosinefosfatase PTP).  De stof is lichtgevoelig, en moet dus in het donker bewaard worden.   Dit is ook belangrijk tussen het moment van toevoegen van pNPP aan het reactiemengsel en aflezing van de extinctie.  De optimale bewaartemperatuur is −20°C.
Standaard wordt de stof als hexahydraat in de handel gebracht.